# سحلية حمراء طويلة الذيل
سحلية حمراء طويلة الذيل (باللاتينية: Latastia longicaudata) (بالإنجليزية: Red Lacerta) أو (بالإنجليزية: Southern long tailed lizard) أو (بالإنجليزية: Egyptian red sand lacerta) ، هو نوع ينتمي إلى (فصيلة: Lacertidae) .

## روابط خارجية
- زواحف المملكة العربية السعودية
- الزواحف والبرمائيات في مصر
- التنوع البيولوجي في مصر[وصلة مكسورة]
- الحياة البرية في الإمارات
- التنوع الحيوي بالسلطنة نسخة محفوظة 14 أغسطس 2014 على موقع واي باك مشين.
- دليل الحياة البرية في تونس
- متحف الزواحف في كلية علوم دمياط